# NGC 6073
NGC 6073 is een spiraalvormig sterrenstelsel in het sterrenbeeld Hercules. Het hemelobject werd op 21 maart 1784 ontdekt door de Duits-Britse astronoom William Herschel.

## Synoniemen
- UGC 10235
- MCG 3-41-139
- ZWG 108.160
- IRAS 16078+1649
- PGC 57353